# Hauran

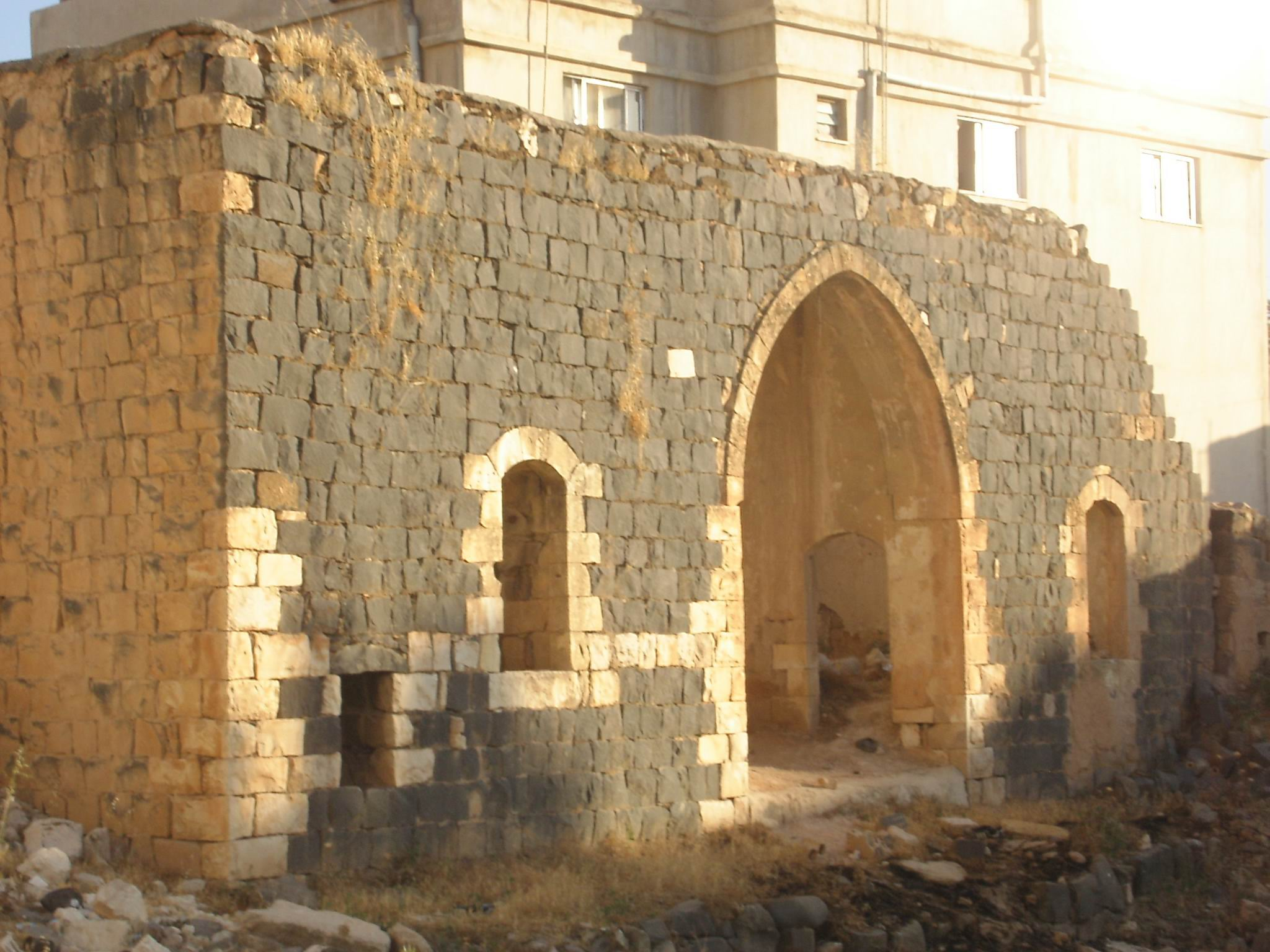
Dar Qasim Tanash

Hauran o Hawran (àrab: حوران, Ḥawrān) és un altiplà volcànic al sud-oest de Síria. La població del territori són coneguts com a hauranís i parlen un dialecte àrab anomenat hauraní. El seu nom deriva de l'hebreu חורן, Hawran, que vol dir ‘Terra buida’.

## Geografia
Geogràficament s'estén del sud de Damasc i el mont Hermon al nord, fins a les muntanyes Adjlun a Jordània, al sud, incloent a l'àrea centre sudocccidental els anomenats Alts del Golan i a l'àrea sud oriental el Djebel Drus. El riu principal és el Yarmuk (Yarmuk) afluent del Jordà. En sentit més limitat va de l'altiplà de Ladja (exclòs) i la plana de Damasc al nord fins al Yarmuk al sud i del Djawlan (Alts del Golan) a l'oest fins al Djabal al-Duruz a l'est (aquest territori exclòs) amb les governacions de Kuneitra i de Daraa (100 km de nord a sud i 60 d'est a oest). L'altura mitjana al cor del territori (el Nukra) és de 600 metres.

## Història

### Antiguitat
El Hauran és esmentat a les cartes de Tell al-Amarna i al Deuteronomi (III, 4-5). El nom del país és generalment el de Bashan. A la segona meitat del segon mil·lenni fou ocupat pels jueus. Ezequiel esmenta el territori (47:16-18) als límits del regne d'Israel, disputat amb Damasc. Fou finalment conquerit pels assiris el 732 aC; assiris i neobabilonis en van restar els dominadors fins al 610 aC.
Al segle vi aC va passar als aquemènides; en aquest temps els arameus van colonitzar a fons la regió. L'imperi persa va passar als macedonis i després del domini d'Antígon el Borni, fou territori dels selèucides; al final del segle ii aC es van crear alguns poders locals a la zona: els nabateus àrabs que es van establir al sud, sobretot a Busra (Bosra) i Salkhad; la Traconítida (Ladja), l'Auranítida (Hauran) i la Batanea (plana d'Hauran) van ser domini selèucida fins a la conquesta romana, mentre la regió més occidental de la Gaulanítida formava part del regne dels jueus. El 69 aC aquestes regions van passar als romans i el 64 aC a la província de Síria; el romans van encarregar als itureus del regne de Calcis el control d'Iturea (al nord de Gaulanítida) que més tard va incorporar també Abilene (nord-est d'Iturea) i Traconítida, Batanea i Auranítida (est d'Iturea); al sud de Gaulanítida es va formar la Decàpolis, una sèrie de ciutats hel·lèniques. Vers el 20 aC, extinta la dinastia local, August va concedir la regió a Herodes el Gran, el qual va morir el 4 aC. El seu fill Herodes Filip el va succeir com a tetrarca de Bashan (que incloïa Batanea, Iturea, Traconítida i Auranítida) mentre que Lisànies II (possible fill de Lisànies I) apareix vers el 15 dC governant l'Abilene.
Tots aquests territoris van ser finalment annexionats pels romans el segle i i el 106. La part sud de l'Hauran va formar llavors part de la província d'Aràbia Pètria mentre la nord ja formava part de la província de Síria encara que més tard va formar part també de la província d'Aràbia i al segle iii de la província Augusta Libanesa.

### Arabització
Els àrabs van poblar progressivament la regió especialment durant el període romà d'Orient. Al segle v els àrabs seminòmades Banu Salih foren substituïts pels gassànides, que van dominar la regió al servei dels romans d'Orient. A Hauran els gassànides van fundar al-Djabiya. El territori es va arabitzar profundament i al mateix temps es va cristianitzar.
El setembre del 634, després de la batalla del Yarmuk, els musulmans van ocupar el Hauran. La població local va donar suport als omeies i a la seva caiguda el 750, es va produir una revolta dirigida per Habib ibn Musa, que fou sufocada per Abd Allah ben Ali, oncle del califa abbàssida.

### Edat mitjana
Al segle x va patir severament les incursions dels càrmates i al segle xii dels croats que van saquejar diverses vegades la regió i van provar de dominar les principals places fortes, i la van utilitzar també com a via cap a Damasc. El darrer atac croat es va produir el 1217. El 1244 les bandes de khwarizms de l'antic exèrcit del xa de Coràsmia, ara al servei dels aiúbides com a mercenaris, van assolar el territori; el 1260 hi van aparèixer els mongols però es van retirar després de la seva derrota a Ayn Djalut davant els mamelucs.
Sota aquests l'Hauran estava dividit en dos districtes: Hawran (Auranitida) i al-Bathaniyya, l'antiga Batanea, ambdós inclosos a la província de Damasc. Les capitals eren Bosra (Busra) i Adhria; Salkhad formava una niyaba amb centre a la fortalesa del mateix nom, dirigida per un amir dels principals. El territori de Ladja formava un districte separat amb capital a Zur. La ruta de Barid, que anava de Damasc a Gaza, passava per l'Hauran. Busra era a més a més un centre de caravanes de peregrins. A partir del segle xiv s'hi van introduir els Banu Rabia nòmades que amb els temps es van fer sedentaris.

### Domini otomà
Al segle VXVII ja sota els otomans, hi van entrar els nòmades Anaz, grup dels Banu Rabia, que van expulsar els que s'hi havien establert cap a l'oest. Els que hi van restar van haver de pagar una taxa. Les lluites entre els Anaza i els seus antecessors duraven encara al començar el segle xix fins que el paixà de Damasc hi va posar fi. Aquestes lluites van fer desplaçar a l'oest el centre de concentració dels peregrins (segle xviii) i Bosra fou abandonada i substituïda per al-Muzayrib.

### Els drusos
Als segles xviii i xix es van instal·lar a la regió muntanyosa els drusos procedents del Líban del sud. Amb el temps els drusos van rebutjar cap a la plana als pobles que hi vivien. El 1844 els drusos refusaven el reclutament per l'exèrcit otomà; al mateix temps la tribu Rwala entrava al territori i lluitava contra els Anaza; el 1861 els drusos libanesos que havien participat en les matances de cristians del 1860 es van refugiar en aquesta regió muntanyosa i van expulsar els darrers habitants no drusos que encara hi restaven.
Al final del segle xix els otomans van formar una província que incloïa l'Hauran, Nukra, Djaydur, Djawlan (Golan), Adjlun i Balka. L'administració d'aquesta província va sotmetre als drusos; es van instal·lar al país colònies circassianes i txetxenes i una seguretat relativa es va establir a la regió. A la plana els nòmades àrabs van deixar de cobrar les taxes als sedentaris. La via fèrria Damasc-Hedjaz va suposar el final de les caravanes de peregrins.
Hauran fou ocupat per les forces àrabs de Faysal del 1918 al 1920. El 24 de juliol del 1920, després de l'entrada dels francesos a Damasc, Hauran es va revoltar, però els francesos van dominar la regió. El 1925 es va produir una revolta general dels drusos a la Muntanya Drusa, que fou reprimida amb grans esforços pels francesos. Després va retornar la tranquil·litat.

### Hauran dins a Síria
La zona fou inicialment una província o liwa amb capital a Adhria i formada per dos kada amb capitals a Adhria i Azra. Aquesta província tenia el 1933 una població de 83.000 habitants (77.000 sedentaris en 110 pobles); les poblacions principals a més de les capitals de districte eren Busra i Nawa. El 1946 es van constituir les governacions d'Hauran i Djebel Drus, i el 1954 el nom de la governació d'Hauran es va canviar a Daraa. El Djawlan (que pertanyia a la governació de Damasc) es va constituir en província el 27 d'agost de 1964. Avui dia les principals citats són Busra, Daraa (Der'a), Irbid, Quneitra (o Kuneitra), Ramtha i Suwaida.